# Geografia Czarnogóry

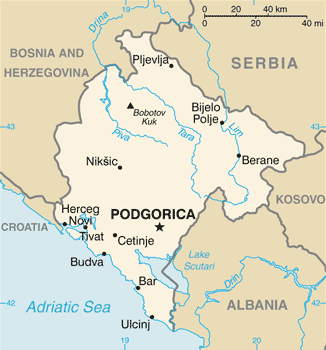
Mapa Czarnogóry

Czarnogóra jest niewielkim państwem utworzonym w wyniku rozpadu dawnej Jugosławii. Kraj położony na Półwyspie Bałkańskim cechuje się łagodnym klimatem na wybrzeżu i górskim, chłodnym w głębi lądu. Klimat i rzeźba terenu sprawia, że przyroda Czarnogóry jest bardzo zróżnicowana.

## Powierzchnia, położenie i granice
Powierzchnia – 13 812 km²
Współrzędne skrajnych punktów geograficznych Czarnogóry to:
- 42°50′ szer. geogr. N – Ada, Gmina Ulcinj,
- 43°32′ szer. geogr. N – Moćevići, Gmina Pljevlja,
- 20°21′ dług. geogr. E – Jablanica, Gmina Rožaje,
- 18°26′ dług. geogr. E – Prijevor, Gmina Herceg Novi.

Kraj rozciąga się na długości 78 km (w mierze kątowej 0°42′) w wymiarze północ – południe oraz 155 km (1°55′) w wymiarze wschód – zachód. Latem na północy dzień jest dłuższy o ok. 10 minut niż na południu, zimą – odwrotnie.
Czarnogóra graniczy z następującymi państwami:
- Chorwacja (od zachodu) – 14 km,
- Bośnia i Hercegowina (od zachodu i od północy) – 225 km,
- Serbia (od wschodu i od północy) – 203 km,
- Albania (od wschodu) – 172 km.

Linia brzegowa – 293,5 km.

## Budowa geologiczna i rzeźba

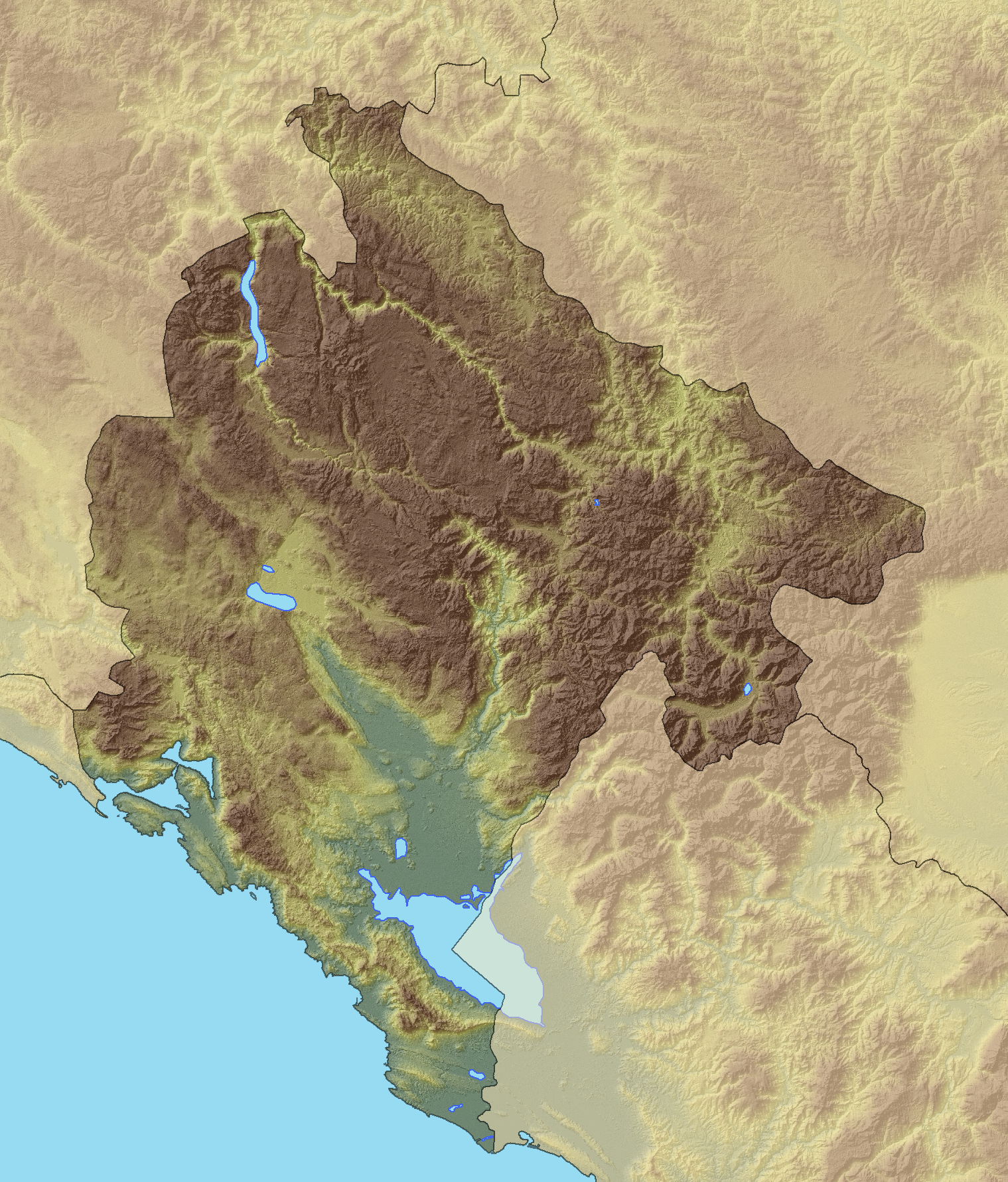
Mapa ukształtowania terenu Czarnogóry

Czarnogóra jest krajem w większości górzystym, którego obszar zajmują Góry Dynarskie wypiętrzone w orogenezie alpejskiej. Obszary górzyste Czarnogóry wznoszą się średnio na 2000 m n.p.m. Góry zbudowane są głównie z wapieni oraz dolomitów, występuje rzeźba krasowa. Najwyższy szczyt Zla Kolata o wysokości 2534 m n.p.m. leży na granicy z Albanią na południu kraju. Drugi co do wielkości szczyt Bobotov Kuk wznosi się na 2522 m n.p.m. i znajduje się w północnej części kraju. Obszary nizinne zajmują niewielki teren i skupiają się w strefie wybrzeża i w kotlinie Jeziora Szkoderskiego.
Występują gleby bielicowe oraz czerwonoziemy zwane terra rosa. Doliny rzeczne pokrywają aluwia, miejscami występują czarnoziemy. Większość powierzchni kraju zajmują górskie formacje gleb nie nadające się do użytku rolnego. Obszary przydatne rolniczo obejmują zaledwie 5% terytorium.

## Klimat
Cały obszar Czarnogóry leży w strefie klimatu podzwrotnikowego, przy czym w głębi lądu występuje jego górska, chłodniejsza odmiana, a w strefie nadbrzeżnej typ śródziemnomorski. W strefie gór i dolin śródgórskich klimat cechuje się piętrowością.
Temperatury w strefie nadbrzeżnej, a także w stolicy kraju Podgoricy są łagodne. Średnie wartości w styczniu wynoszą 5 °C, zaś w lipcu 26 °C. Latem często występują upały w związku z napływem mas powietrza zwrotnikowego. Lata są zazwyczaj suche, a zimy łagodne i deszczowe. W głębi lądu jest chłodniej. Na obszarach przedgórskich latem średnia termiczna to już 22 °C. Zimą w górach panuje mróz, średnia wartość termiczna −3 °C.
Opady są bardzo obfite. Najniższe, wynoszące 1000 mm rocznie, występują w górach w głębi lądu, a najwyższe, przekraczające 4000 mm rocznie – na górskich stokach od strony morza. Maksymalne opady dochodzące do 5000–5317 mm są w paśmie Orjen. Największe wartości opadowe przypadają na okres jesienno-zimowy. Pokrywa śnieżna w górach utrzymuje się do 120 dni. Opady śniegu na wybrzeżu należą do rzadkości.

## Wody

### Rzeki
Sieć rzeczna Czarnogóry należy do zlewisk dwóch mórz – Adriatyckiego i Czarnego. Główny dział wodny tworzą wysokie grzbiety Gór Dynarskich. Tara, Piva, Lim oraz ich dopływy spływają do Morza Czarnego. Do Adriatyku wody kierują Morača, Zeta (przez Jezioro Szkoderskie i rzekę Bunë) oraz wiele krótkich i górskich rzek zasilanych przeważnie ze źródeł podziemnych. Najdłuższą przepływającą przez Czarnogórę rzeką jest Tara, która zmierza w kierunku północno-zachodnim, niemal równolegle do brzegu morskiego oraz grzbietów Gór Dynarskich. Płynące głębokimi kanionami Tara i Piva łączą się, dając początek Drinie. Odmienny bieg mają Morača i Zeta, dwie główne rzeki czarnogórskiego zlewiska Adriatyku. Zeta wpadająca do Moračy, w przeciwieństwie do Tary i Pivy, spływa na południowy wschód. Dolina Moračy położona jest prostopadle do linii brzegowej Adriatyku. Wpadająca do Jeziora Szkoderskiego Morača ma w górnym biegu bardzo duży spadek, miejscami na odcinku 1 km wynoszący 19,7%. Do Adriatyku wpływa też wiele potoków, które są końcowymi odcinkami tzw. ponornic – rzek, które na znacznej długości płyną pod ziemią.

### Jeziora
Największym zbiornikiem wodnym w Czarnogórze jest Jezioro Szkoderskie (Skadarsko jezero). Powstałe w wyniku procesów krasowych zajmuje dno wielkiego polja. Wiosną, gdy okalające je niziny ulegają zalewaniu, jezioro osiąga powierzchnię 530 km². Jezioro to jest kryptodepresją, co oznacza, że jego dno znajduje się poniżej poziomu morza. W Durmitorze, Bjelasicy, Prokletijach spotyka się liczne, małe jeziora polodowcowe, z których największe, Plavsko jezero, ma powierzchnię 1,99 km². Dla wykorzystania potencjału energetycznego górskich rzek, utworzono także kilka jezior zaporowych. Największe z nich, Pivsko jezero, ma powierzchnię 12,5 km².

## Flora i fauna

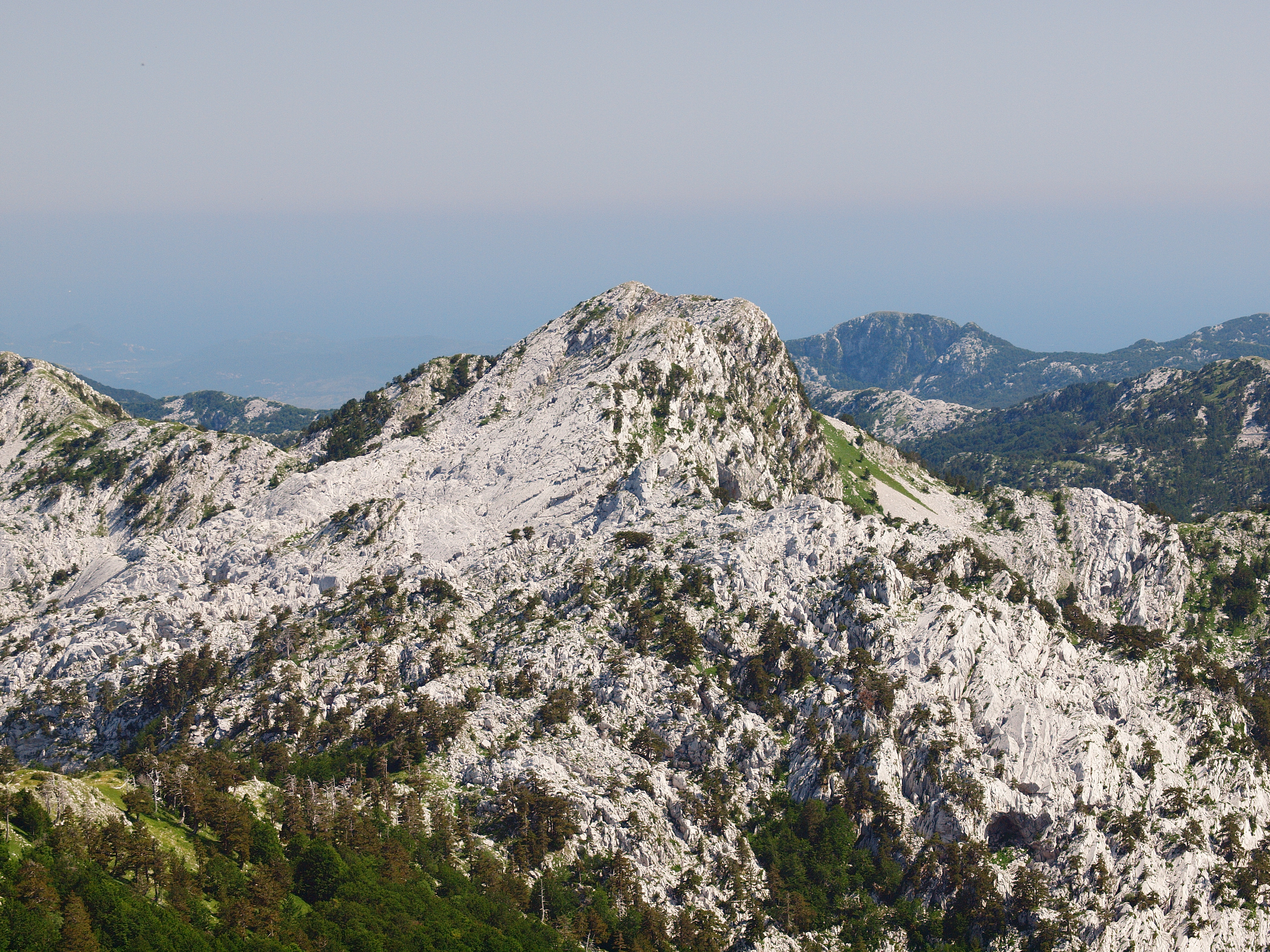
Pasmo Orjen w Górach Dynarskich

W kraju występują dwie formacje roślinne. W strefie wybrzeża, gdzie panuje ciepły śródziemnomorski klimat, występuje roślinność śródziemnomorska, wśród której dominują zarośla makii. Poza makią rosną gaje oliwne oraz piniowe, a także różne gatunki palm (głównie daktylowce) i cedry libańskie. Na terenach górzystych rosną gatunki roślin charakterystycznych dla klimatu umiarkowanego. W niskich partiach gór przeważają dęby, buki i jesiony, zaś wyżej sosny i świerki, a ponad nimi powyżej 2000 m n.p.m. łąki alpejskie przechodzące w nagie skały.
Świat zwierząt jest typowy dla środkowej i wschodniej Europy. W górach, na obszarach leśnych występują gatunki powszechne dla lasów Europy, jak dziki, jelenie i lisy. Ponadto w górskich lasach nielicznie występują wilki i niedźwiedzie. W strefie wybrzeża, na południu kraju żyją gatunki Regionu Śródziemnomorskiego jak szakale. Liczne są węże i jaszczurki.

## Ochrona przyrody
W Czarnogórze utworzonych zostało pięć parków narodowych:
- Park Narodowy Durmitor (Naciolnalni Park Durmitor) – 39 tys. ha, park znajduje się w pobliżu miasta Žabljak, obejmuje kanion rzeki Tary, który jest najgłębszym kanionem w Europie (1300 m).
- Park Narodowy Lovćen (Nacionalni Park Lovćen) – 6,4 tys. ha, znajduje się w pobliżu Zatoki Kotorskiej i obejmuje góry Štirovnik (1749 m) i Jezerski vrh (1657 m).
- Park Narodowy Biogradska Gora (Nacionalni Park Biogradska Gora) – 5,4 tys. ha, położony pomiędzy rzekami Tara i Lim, na jego terenie znajduje się kilka jezior, w tym największe – Biogradsko jezero, a najwyższą górą jest Zekova Glava (2137 m).
- Park Narodowy Jeziora Szkoderskiego (Nacionalni Park Skadarsko Jezero) – 40 tys. ha, obejmuje znaczną część czarnogórskiego fragmentu Jeziora Szkoderskiego.
- Park Narodowy Prokletije – 16,6 tys. ha, chroni wysokogórski krajobraz o alpejskim charakterze, z elementami górskiej rzeźby polodowcowej i bogatą wysokogórską florą i fauną.